# Lucie Fialová
Lucie Fialová (* 22. Juli 1988 in Prag) ist eine ehemalige tschechische Squashspielerin.

## Karriere
Lucie Fialová begann ihre professionelle Karriere in der Saison 2005 und gewann zwei Turniere auf der WSA World Tour. Ihre höchste Platzierung in der Weltrangliste erreichte sie mit Rang 34 im Dezember 2012. Mit der tschechischen Nationalmannschaft nahm sie 2012 an der Weltmeisterschaft teil. Sie gehörte außerdem mehrere Male zum tschechischen Kader bei Europameisterschaften. Zwischen 2005 und 2015 nahm sie sechsmal an der Europameisterschaft teil, ihr bestes Abschneiden war der dritte Platz 2014. Sie wurde zwischen 2008 und 2015 fünfmal tschechischer Landesmeister. Ihr letztes Turnier bestritt sie im Juli 2015.

## Erfolge
- Gewonnene WSA-Titel: 2
- Tschechischer Meister: 6 Titel (2007, 2008, 2010–2012, 2015)